# Пороховское кладбище
Пороховско́е кла́дбище — кладбище в Красногвардейском районе Санкт-Петербурга.
Адрес: Санкт-Петербург, Рябовское шоссе, 78, тел.: 8 (812) 527-17-97

## История
В июле 1715 года по указу Петра I на берегах Охты и Луппы был основан пороховой завод, который и дал имя кладбищу, открытому при церкви Ильи Пророка, освящённой в 1722 году. В 1742 году на месте старой деревянной была выстроена и освящена (1743) новая деревянная, теперь уже на каменном фундаменте, церковь. Так как церковь была холодной (не отапливаемой), в 1760 году была построена ещё одна, зимняя, церковь, освящённая во имя Дмитрия Ростовского. В 1781—1785 годах возводится новая каменная Ильинская церковь (по-прежнему холодная). Она строится на новом месте, старая деревянная Ильинская простоит ещё несколько лет, прежде чем её разберут, дольше просуществует церковь Дмитрия Ростовского, она ещё присутствует на планах завода 1816 года. В 1832 на её месте строится каменная часовня Святой Параскевы. В 1896—1897 годах её перестраивают в небольшую шатровую церковь. А в 1911 строят снова, теперь уже кладку стен делают из булыжного камня. В 1805—1806 годах рядом с Ильинской строится Александро-Невская каменная церковь с колокольней. Она соединяется с Ильинской в один архитектурный объём, а в 1902 году (по проекту В. Я. Симонова) обе церкви окончательно объединяются в одну. Кроме этого, при пороховом заводе (к 1913 году) функционирует ещё шесть часовен (две каменных и четыре деревянных).
В 1936 году церковь Параскевы Пятницы была разрушена, вокруг неё ещё можно было видеть надгробия XVIII века. Ильинская церковь сохранилась, в 1988 году она была передана верующим (состоит под охраной как памятник архитектуры). Несколько уцелевших могильных плит рядом с ней сохранились до настоящего времени.
В 1824 году Пороховское кладбище занимало около 3 га земли («две десятины и 11 сажень в конце третьей поселенной слободы завода»), располагаясь на впадении Ржевского (Горелого) ручья в речку Луппу. Так как низина, в которой находилось кладбище, периодически затоплялась, его перенесли на более высокий берег ручья (где и была построена каменная часовня Параскевы Пятницы), на плане 1840 года эти части отмечены как «старая» и «новая». Обе они вошли в территорию современного кладбища.
Старых надгробий на Пороховском практически не сохранилось, в основном, здесь хоронили простых рабочих завода, которые упокаивались под деревянными крестами. Погибшим при серии взрывов на заводе (самый крупный произошёл в 1828 году) в 1880-х установлен один общий памятник в виде массивного гранитного креста, который возвышается над жерновами, использовавшимися для перемалывания пороха (они были извлечены из плотины, под которой покоились с 1791 года). Памятник изготовлен по проекту архитектора Охтинского порохового завода, академика Р. Р. Марфельда. На мемориале надпись: «Что мятетеся безвременно, о человецы! Един час и вся преходит…»

## Захоронения
При входе можно видеть надгробие над могилой Григория Васильевича Ветошкина и Налюши Дубининой, установленное в 1901 году. Также из старых надгробий сохранился памятник первой жене мастера, а впоследствии заведующего канцелярией завода, И. И. Чигорина — Марии Осиповны Чигориной (1818—1848). В XIX веке кроме деревянных крестов на Пороховском кладбище начинают появляться каменные надгробия. Здесь хоронят артиллерийских чиновников, офицеров пехотных полков, некоторых купцов, однако, основная масса захороненных по-прежнему простые рабочие завода. Каких-либо особых участков для элитных захоронений на кладбище не выделяется, людей более высокого положения просто хоронят на более видных местах, ближе к церкви.
В 1929 году на Пороховском кладбище был похоронен учёный-артиллерист Иван Никонович Захаров.
В годы Великой Отечественной на Пороховском появляются братские захоронения: погибших 25 ноября 1941 года, 29 марта 1942 года, 9 февраля 1943 года, в октябре 1942 года.
Ряд захоронений на Пороховском кладбище охраняются государством:
- две братские могилы воинов-зенитчиков;
- братские могилы воинов и жителей Ленинграда, погибших в Великую Отечественную войну 1941—1945 гг.;
- могила учёного-артиллериста, генерал-лейтенанта Василия Михайловича Трофимова (1865—1926)[1].

29 августа 2023 года на Пороховском кладбище был захоронен основатель ЧВК «Вагнер» Евгений Пригожин.